# ماما بالده
ماما بالده (انگلیسی: Mama Baldé؛ زادهٔ ۶ نوامبر ۱۹۹۵) بازیکن فوتبال اهل گینه بیسائو است.
وی همچنین در تیم ملی فوتبال گینه بیسائو بازی کرده است.